# Olympische Sommerspiele 1912/Leichtathletik – Kugelstoßen beidarmig (Männer)
Das beidarmige Kugelstoßen der Männer bei den Olympischen Spielen 1912 in Stockholm wurde am 11. Juli 1912 im Stockholmer Olympiastadion ausgetragen. Sieben Athleten nahmen daran teil. Diese Disziplin war nur 1912 Teil des Programms der Olympischen Spiele.
Olympiasieger wurde der US-Amerikaner Ralph Rose vor seinem Landsmann Pat McDonald. Bronze ging an den Finnen Elmer Niklander.

## Rekorde

### Bestehende Rekorde
- Weltrekorde wurden im beidhändigen Kugelstoßen nicht geführt.
- Olympischer Rekord: Da der Wettbewerb erstmals auf dem olympischen Programm stand, gab es noch keinen olympischen Rekord.

### Neuer olympischer Rekord
Der olympische Rekord wurde in der Konkurrenz am 11. Juli auf zuletzt folgende Marke gesteigert:
- 27,70 m – Ralph Rose (USA), Finale, 3. Durchgang

## Durchführung des Wettbewerbs
Alle Athleten hatten in der Vorrunde, die in zwei Gruppen durchgeführt wurde, je drei Versuche mit der schwächeren und der besseren Hand. Das Endresultat errechnete sich durch Addition der jeweils besten Weiten. Die besten drei Athleten absolvierten anschließend weitere drei Versuche pro Hand, wobei die Ergebnisse der Vorrunde mit in die Wertung kamen.
Anmerkung: Die besten Weiten sind fett gesetzt.

## Legende
x: ungültig

Die jeweils besten Weiten der einzelnen Teilnehmer sind fett gedruckt.

Die obere Weite bezeichnet das Resultat mit der besseren, das untere das Ergebnis mit der schwächeren Hand.

## Qualifikation
Datum: 11. Juli 1912

### Gruppe A
| Platz | Name             | Nation             | Resultat |                                | 1. Versuch (m) | 2. Versuch (m) | 3. Versuch (m) |
| ----- | ---------------- | ------------------ | -------- | ------------------------------ | -------------- | -------------- | -------------- |
| 4     | Lawrence Whitney | Vereinigte Staaten | 24,09 m  | bessere Hand: schwächere Hand: | 13,48 10,61    | x              | x              |
| 5     | Einar Nilsson    | Schweden           | 23,37 m  | bessere Hand: schwächere Hand: | 12,52 10,05    | x 10,61        | x              |
| 6     | Paavo Aho        | Finnland           | 23,30 m  | bessere Hand: schwächere Hand: | 12,54 10,25    | 12,72 10,29    | x 10,58        |

### Gruppe B
| Platz | Name            | Nation             | Resultat   |                                | 1. Versuch (m) | 2. Versuch (m) | 3. Versuch (m) |
| ----- | --------------- | ------------------ | ---------- | ------------------------------ | -------------- | -------------- | -------------- |
| 1     | Pat McDonald    | Vereinigte Staaten | 26,77 m OR | bessere Hand: schwächere Hand: | 13,95 11,37    | 14,92 11,74    | x 11,85        |
| 2     | Elmer Niklander | Finnland           | 26,67 m000 | bessere Hand: schwächere Hand: | 14,24 11,84    | x              | x 12,43        |
| 3     | Ralph Rose      | Vereinigte Staaten | 26,50 m000 | bessere Hand: schwächere Hand: | 15,11 11,04    | x 11,19        | 15,23 11,27    |
| 4     | Mığır Mığıryan  | Osmanisches Reich  | 19,78 m000 | bessere Hand: schwächere Hand: | x 8,93         | 10,85 x        | x              |

## Finale
Datum: 11. Juli 1912
| Platz | Name            | Nation             | Resultat   | Beste Versuche aus dem Vorkampf (m) | 1. Versuch (m) | 2. Versuch (m) | 3. Versuch (m) |
| ----- | --------------- | ------------------ | ---------- | ----------------------------------- | -------------- | -------------- | -------------- |
| 1     | Ralph Rose      | Vereinigte Staaten | 27,70 m OR | 15,23/11,27 → 26,50                 | 14,78 11,34    | x 11,65        | 15,10 12,47    |
| 2     | Pat McDonald    | Vereinigte Staaten | 27,53 m000 | 14,92/11,85 → 26,77                 | 15,08 11,79    | x 12,29        | x 12,45        |
| 3     | Elmer Niklander | Finnland           | 27,14 m000 | 14,24/12,43 → 26,67                 | 13,55 12,42    | x              | 14,71 x        |

## Endresultat
| Platz | Name            | Land               | Weite                       |
| ----- | --------------- | ------------------ | --------------------------- |
| 1     | Ralph Rose      | Vereinigte Staaten | 15,23/12,47 → 27,70 m OR    |
| 2     | Pat McDonald    | Vereinigte Staaten | 15,08/12,45000 → 27,53 m000 |
| 3     | Elmer Niklander | Finnland           | 14,71/12,43000 → 27,14 m000 |

| Platz | Name             | Land               | Weite                 |
| ----- | ---------------- | ------------------ | --------------------- |
| 4     | Lawrence Whitney | Vereinigte Staaten | 13,48/10,61 → 24,09 m |
| 5     | Einar Nilsson    | Schweden           | 12,52/10,61 → 23,37 m |
| 6     | Paavo Aho        | Finnland           | 12,72/10,58 → 23,30 m |
| 7     | Mığır Mığıryan   | Osmanisches Reich  | 10,85/08,93 → 19,78 m |

Elmer Niklander, der in der Vorrunde die mit Abstand beste Weite mit der linken Hand gestoßen hatte, konnte sich im Finale nur mit der rechten Hand verbessern und fiel auf den Bronzerang zurück. Ralph Rose, mit der Bestweite für die rechte Hand aus der Vorrunde, verbesserte sich mit der linken Hand um achtzig Zentimeter und verwies seinen Konkurrenten Pat McDonald, Sieger im Kugelstoßen, auf Rang zwei.

## Bildergalerie

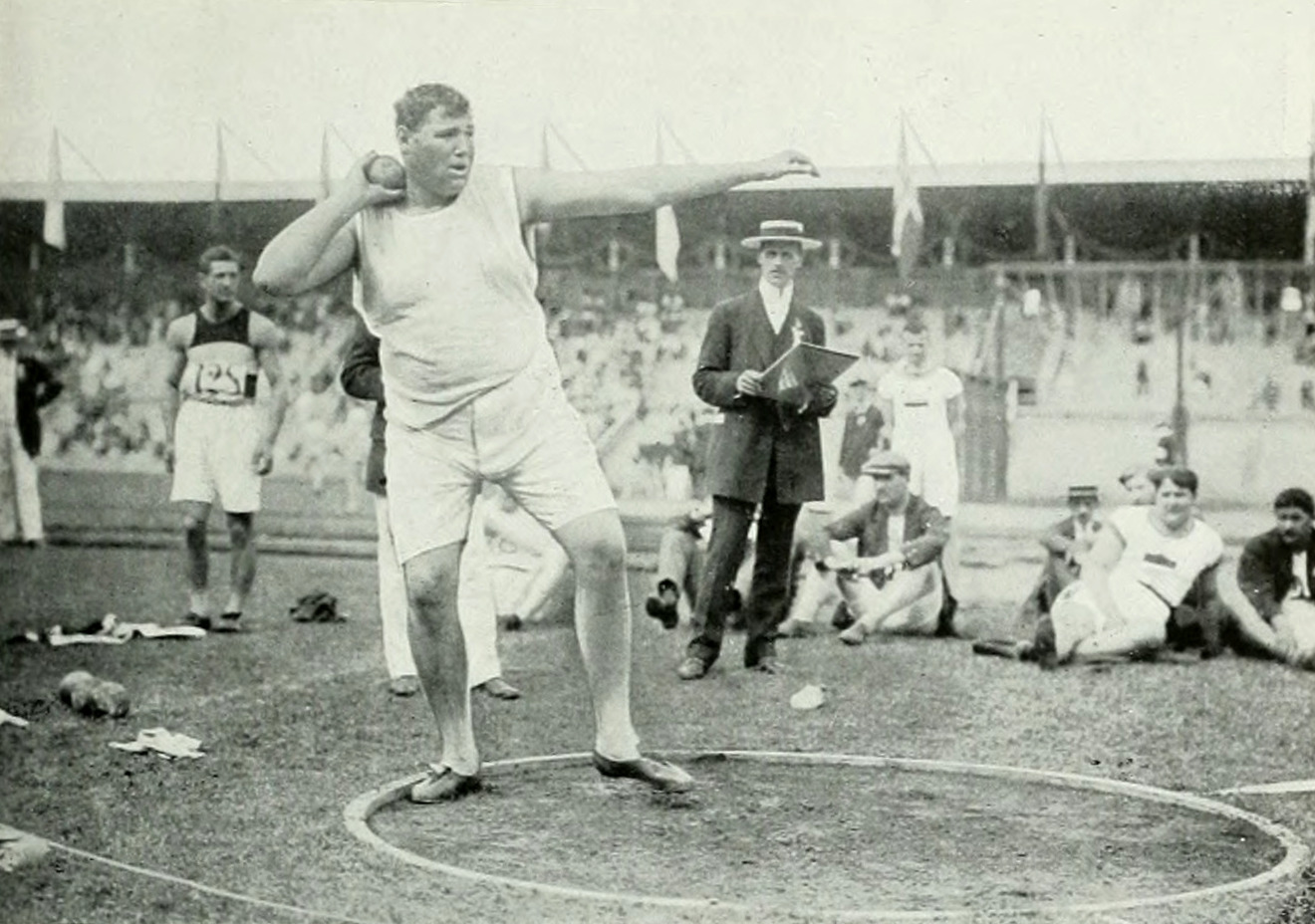
Olympiasieger Ralph Rose
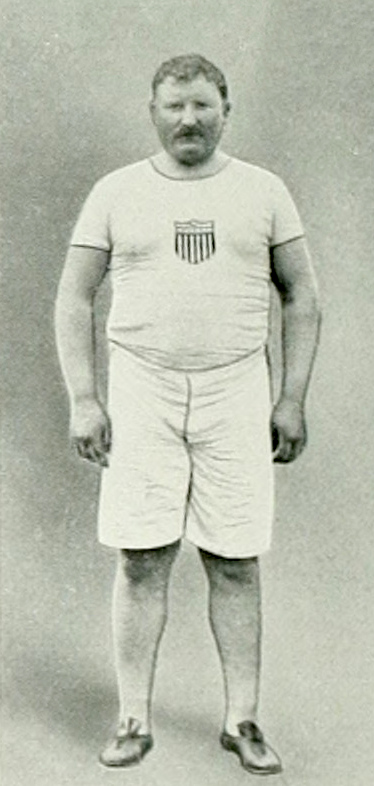
Pat McDonald, Gewinner der Silbermedaille
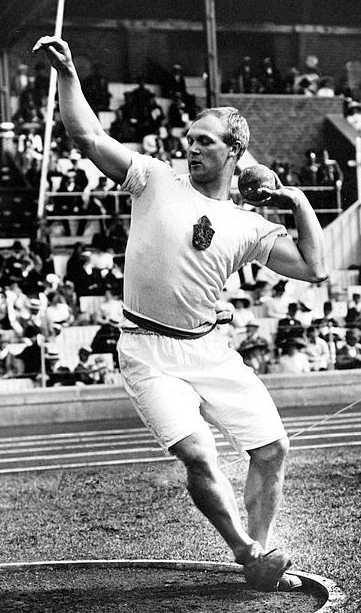
Bronzemedaillengewinner Elmer Niklander
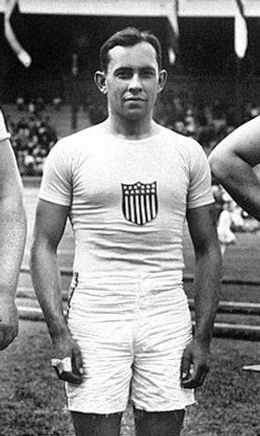
Lawrence Whitney erreichte Platz vier
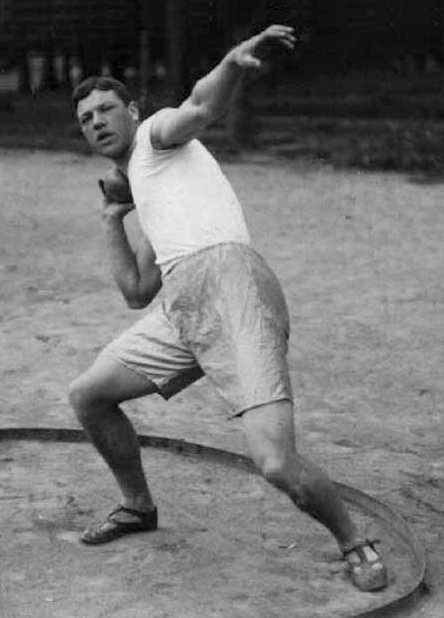
Rang fünf für Einar Nilsson
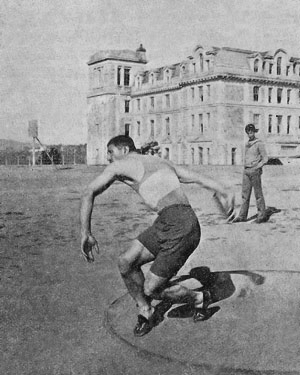
Mığır Mığıryan wurde Siebter